# Las cinco noches de Adán
Las cinco noches de Adán (deutsch: Adams fünf Nächte) ist ein mexikanischer Film aus dem Jahr 1942. Regisseur dieser Filmkomödie mit Musicalanteilen war Gilberto Martínez Solares. Dieser verfasste auch zusammen mit Fernando Cortés und Eduardo Ugarte das Drehbuch.
Der Film erzählt eine verwinckelte Liebesgeschichte. Adán veranstaltet ein Treffen mit seinen fünf unehelichen Kindern, die er mit fünf verschiedenen Frauen gezeugt hat. Seine puerto-ricanische Tochter Soledad erscheint jedoch nicht, sondern schickt Lola an ihrer Stelle. Diese verliebt sich in Chucho, der jedoch annimmt, dass es sich um seine Schwester handelt. Als der Schwindel auffliegt, bemühen sich Chucho und seine drei Halbbrüder, die alle eine andere Nationalität haben, um die Gunst Lolas. Diese entscheidet sich letztendlich für Chucho. Am Ende des Films bilden die drei übrigen Brüder Paare mit den Töchtern von Getrudis, die Adán heiraten wird.
Der Film Las cinco noches de Adán wurde von der Gesellschaft Producciónes Grovas produziert. Er hatte seine Premiere in Mexiko am 18. April 1942.